# القنبلة صغيرة القطر المطلقة برا
القنبلة صغيرة القطر المطلقة برًّا (بالإنجليزية: Ground Launched Small Diameter Bomb) هي سلاح طورته شركة بوينج ومجموعة ساب للسماح بإطلاق القنبلة صغيرة القطر من شركة بوينج، والتي طُورت في الأصل لإطلاقها من الطائرات، من الأرض من مجموعة متنوعة من القاذفات والتكوينات. تجمع بين القنبلة صغيرة القطر والصاروخ إم 26، مما يتيح إطلاقها من أنظمة الصواريخ الأرضية مثل نظام إطلاق الصواريخ المتعددة إم 270 ونظام إطلاق الصواريخ المتعددة إم 142 هيمارس.
بدأ إنتاج السلاح بكميات كبيرة في عام 2023 وشهد أول استخدام قتالي له من قبل أوكرانيا في عام 2024 أثناء الغزو الروسي للبلاد. ويقال إن الأداء كان مخيبًا للآمال بسبب قدرات الحرب الكهرومغناطيسية الروسية، إلى جانب القصور في التكتيكات والتقنيات والإجراءات.

## التصميم
طورت شركة بوينج، بالشراكة مع شركة ساب، "محول بين المراحل" لتوصيل القنبلة صغيرة القطر بصاروخ إم 26. كما تقدم الشركة النرويجية الفنلندية نامو (صواريخ التعزيز)  والشركة النرويجية نوردك شيلتر (أجهزة الإطلاق) الخبرة اللازمة. ميزة إم 26 هي وجود مخزون وفير من هذه الصواريخ. توقف إنتاج هذه الصواريخ في عام 2001، إذ جرى إنتاج 506,718 صاروخًا. اعتبارًا من عام 2004، بقي 439,194 في المخزون الإجمالي. بحلول عام 2007، كان الجيش يدفع ثمن تدميرها. إن الذخيرة الأصلية التي صاروخ إم26 لم تكن تلبي شروط اتفاقية الذخائر العنقودية (التي لم توقع عليها الولايات المتحدة). مع أنه يمكن إطلاق القنبلة صغيرة القطر المطلقة برًّا إما من نظام إطلاق الصواريخ المتعددة أو هيمارس، فإنها تأتي أيضًا مع قاذف خاص بها، يشبه حاوية شحن 20-قدم (6.1 م). مما يسهل إنتاج نماذج زائفة ويصعب على العدو تحديد موقعها واستهدافها. بعد أن يطلق محرك الصاروخ القنبلة إلى ارتفاع وسرعة كافيين، ينفصل هيكل القنبلة عن الصاروخ وتُمدد الأجنحة، مما يسمح للقنبلة بالانزلاق إلى هدفها. تحمل القنبلة صغيرة القطر المطلقة برًّا رأسًا حربيًّا أصغر حجمًا، مع كمية أقل من المتفجرات بنحو الثلث مقارنة بما يقدمه صاروخ إم 31 الحالي، اعتمادًا على النوع  ( 16 كـغ (35 رطل) مقابل 23 كـغ (51 رطل). في حين تتبع الصواريخ النموذجية من أنظمة إطلاق الصواريخ المتعددة مسارًا باليستيًّا، يمكن إطلاق القنابل صغيرة القطر بواسطة الصاروخ إلى ارتفاع معين والانزلاق على مسار محدد. يمكن إطلاق 12 صاروخًا من طراز إم 26 في وقت واحد من نظام إطلاق الصواريخ المتعددة، وستة صواريخ في وقت واحد من هيمارس.
أجرت شركة بوينج ومجموعة ساب ثلاثة اختبارات ناجحة للقنبلة صغيرة القطر المطلقة برًّا في فبراير 2015. على عكس أسلحة المدفعية التقليدية، يوفر نظام القنبلة صغيرة القطر المطلقة برًّا تغطية 360 درجة لزوايا الهجوم العالية والمنخفضة، والتحليق حول التضاريس لضرب الأهداف في الجزء الخلفي من الجبال، أو الدوران حول الهدف خلف مركبة الإطلاق. يبلغ مدى القنبلة صغيرة القطر المطلقة برًّا 150 كلم، أو يمكن أن تصيب الأهداف 70 كـم (43 ميل) خلف مركبة الإطلاق. يمكن ضبط السلاح لينفجر فوق الأرض أو مع تأخير لاختراق عميق.
في عرض توضيحي عام 2017، اصطدمت القنبلة صغيرة القطر المطلقة برًّا بهدف متحرك على مسافة 100 كـم (62 ميل). انفصلت وحدة القنبلة صغيرة القطر ومحرك الصاروخ على ارتفاع واستخدمت القنبلة باحث ليزر شبه نشط لتتبع الهدف والاشتباك معه. اختُبرت القنبلة صغيرة القطر الموجهة بالليزر بنجاح في السابق باستخدام أهداف تسير بسرعة 50 ميل في الساعة (80 كم/س).
لم يُكشف عن التكلفة؛ إلا أن القنبلة صغيرة القطر المستخدمة تكلف الجيش الأمريكي حوالي 40 ألف دولار، مع صاروخ إم 26 المصاحب الذي يأتي من مخزون قديم. إن المبلغ الذي سيُخَصَّص لكل قنبلة صغيرة القطر مطلقة برًّا من تكلفة "المحول بين المراحل"، وتكلفة تطوير حاوية الإطلاق، وتكاليف التطوير والإنتاج الأخرى للقنبلة صغيرة القطر المطلقة برًّا لدى بوينج وساب غير معروف. ولأغراض المقارنة، تقدر تكلفة صاروخ إم 31 واحد بنحو 500 ألف دولار، على الرغم من أن هذا قد يكون "سعر التصدير"، وهو دائمًا أعلى من المبلغ الذي يدفعه الجيش الأمريكي. وفقًا لميزانية الجيش الأمريكي، فإنه سيدفع حوالي 168000 دولار أمريكي لكل نظام صواريخ أرض-جوي في عام 2023. قُدمت القنبلة صغيرة القطر المطلقة برًّا إلى أوكرانيا بديلًا لصواريخ أتاكمز ذات المسافة الطويلة والتي تصل إلى 300 كـم (190 ميل)، والتي يقدر سعر الوحدة منها بأكثر من مليون دولار. البديل الآخر هو صاروخ ستورم شادو الذي يصل مداه 250 كـم (160 ميل)، وتقدر تكلفته بحوالي 2 مليون جنيه إسترليني (السنة المالية 2023). وقد وافقت المملكة المتحدة على توريد هذه الأسلحة إلى أوكرانيا. كان الهدف من تطوير الأسلحة هو توفير القدرة الضاربة للدول الفقيرة من خلال القوات الجوية الأكثر تكلفة والأكثر تقدمًا.
على عكس المدفعية التقليدية التي تتبع مسارًا يمكن التنبؤ به من الإطلاق إلى الوجهة، فإن الأجنحة والقدرة على الملاحة في القنبلة صغيرة القطر المطلقة برًّا تسمح لها بالتهرب من العوائق والدفاعات المضادة للطائرات من خلال التوجيه حولها، حتى الاقتراب من مؤخرة الهدف. بالإضافة إلى ذلك، نظرًا لأن القنبلة صغيرة القطر المطلقة برًّا تعمل كما تعمل طائرة شراعية، فإنها تتمتع بتوقيع الأشعة تحت الحمراء الصغير، مما يجعلها هدفًا ضعيفًا للصواريخ الموجهة بالأشعة تحت الحمراء مثل نظم الدفاع الجوي المحمولة.

## الاستخدام القتالي
في 3 فبراير 2023، أعلنت حكومة الولايات المتحدة عن حزمة مساعدات لأوكرانيا كجزء من المساعدة خلال الغزو الروسي لأوكرانيا عام 2022 شاملة القنبلة صغيرة القطر المطلقة برًّا، والتي يمكن إطلاقها من منصات إطلاق هيمارس أو نظم إطلاق الصواريخ المتعددة التي تديرها أوكرانيا (أو من قاذفتها الخاصة) لضرب الأهداف الروسية التي نُقلت خارج نطاق نظم إطلاق الصواريخ المتعددة الموجهة. يضاعف نظام القنبلة صغيرة القطر المطلقة برًّا تقريبًا المدى الذي كان بإمكان أوكرانيا استهدافه سابقًا بهذه القاذفات (150 كم (93 ميل) مقابل 85 كم (53 (mi) مع نظم إطلاق الصواريخ المتعددة الموجهة).
دخل السلاح "مرحلة الإنتاج الضخم الأولية" في عام 2023. في 30 يناير 2024، أفاد موقع بوليتيكو أن الصواريخ قد تُنشر في اليوم التالي. في 14 فبراير 2024، نشرت وسائل الإعلام الروسية لقطات لما يبدو أنه حطام ذيل قنبلة صغيرة القطر مطلقة برًّا، والذي ورد أنه عُثر عليها بالقرب من كريمينا، منطقة لوجانسك. في 26 مارس 2024، استُخدم صاروخ القنبلة صغيرة القطر المطلقة برًّا لضرب منزل في تشيرنيانكا، خيرسون، حيث كان مشغلو الطائرات المسيرة الروسية متمركزين. [بحاجة لمصدر غير أولي] دمرت القوات الأوكرانية أيضًا مدفعًا روسيًّا من طراز 2إس 9 نونا 120 ملم و"حرق" مركبة هاون أخرى في زابوريزجيا.
في أبريل/نيسان 2024، أشار مسؤول دفاعي أمريكي إلى أن الأداء القتالي كان مخيبا للآمال: فبسبب التشويش الروسي والعيوب في التكتيكات والتقنيات والإجراءات "لم ينجح الأمر". ولم تتأكد منصة ذا وور زون من أن هذا هو نظام الأسلحة المشار إليه. ربما أشار وكيل وزارة الدفاع الأميركية لشؤون الاستحواذ والدعم، ويليام لابلانت، إلى نظام APKWS II أو إلى نظام أسلحة آخر غير معلن عنه. وأشار وكيل الوزارة أيضًا إلى أن إنتاج واختبار السلاح كان "متسارعًا وقاموا بذلك بأسرع ما يمكن". وأشار أيضًا إلى أسباب متعددة، بما في ذلك التكتيكات والعقيدة و"التداخل الكهرومغناطيسي" باعتبارها عوائق لنجاح السلاح.
استخدمت القوات الجوية الأوكرانية قنابل حي بي يو-39 صغيرة القطر المسقطة من الجو منذ نوفمبر 2023. أثبتت القنبلة صغيرة القطر المسقطة من الجو قدرتها على مقاومة التشويش، وتتمتع بمعدل دقة يصل إلى "90 بالمائة تقريبًا". في السابق، شغلت أوكرانيا النسخة الأرضية من القنبلة صغيرة القطر المطلقة برًّا والتي اعتبرت "غير فعالة" بسبب التشويش الروسي. كما أن اعتراضها أصعب بسبب صغر حجمها. وهذا الحجم الصغير، بالإضافة إلى إمكانية إطلاقها من الجو، يعني أن صاروخ القنبلة صغيرة القطر قد يصيب هدفه قبل أن تتمكن أنظمة الحرب الإلكترونية الروسية من تشويشه. تتمتع القنبلة صغيرة القطر المطلقة جوًّا بـ"مسار طيران مكافئ" لنيران المدفعية التي يمكن اكتشافها على الرادار.
بدءًا من 13 مارس 2025، أعادت الولايات المتحدة تزويد أوكرانيا بصواريخ القنبلة صغيرة القطر المطلقة برًّا بسبب نقص صواريخ أتاكمز. تتمتع الإصدارات الجديدة باتصالات معززة لمنع التشويش الإلكتروني. يمكن للأسلحة الجديدة التحليق بسرعة تصل إلى 5 ماخ ويبلغ مداها 150 كيلومترًا.

## المشغلون

### المشغلون الحاليون
- أوكرانيا
  - القوات البرية الأوكرانية